# 귄들리슈반트
귄들리슈반트(Gündlischwand)는 스위스 베른주의 도시로, 인터라켄-오버하슬리구의 주도이다. 귄들리슈반트 마을 외에도 츠바이뤼치넨(Zweilütschinen) 마을도 포함되어 있다.

## 역사
귄들리슈반트는 1331년에 군들리슈반트(Gundlisswant)로 처음 언급되었다.
중세 동안 리취네 계곡의 일부 지방 귀족의 다양한 소유했다. 1331년까지 인터라켄 수도원은 귄들리슈반트 마을에 대한 토지와 권리를 취득했다. 베른이 종교 개혁의 새로운 신앙을 채택하고, 수도원과 그 모든 땅을 세속화한 1528년까지 수도원의 통제하에 있었다. 현대 시정촌에는 화이트 뤼치네강과 블랙 뤼치네강의 합류 지점에 있는 츠바이뤼치넨 마을도 포함된다. 1580년에 츠바이뤼치넨을 흐르는 강 위에 다리가 건설되어 더 많은 지역 교류를 활발하게 촉진했다.
16세기 후반에 라우터브루넨 계곡에서 풍부한 광맥이 발견되었다. 광석이 채굴된 후 제련을 위해 귄들리슈반트 근처 쉬멜치발트(Schmelziwald)에 있는 고로로 옮겨졌다. 광산은 1715년에 문을 닫았고 용광로, 해머밀, 주조공장과 마을이 폐허가 되었지만, 일부는 여전히 볼 수 있다. 1890년에 베르너 오버란트 철도는 츠바이뤼치넨에 철도역과 차고를 건설하여 연중 내내 쉬운 교통 연결을 제공했다.

## 지리

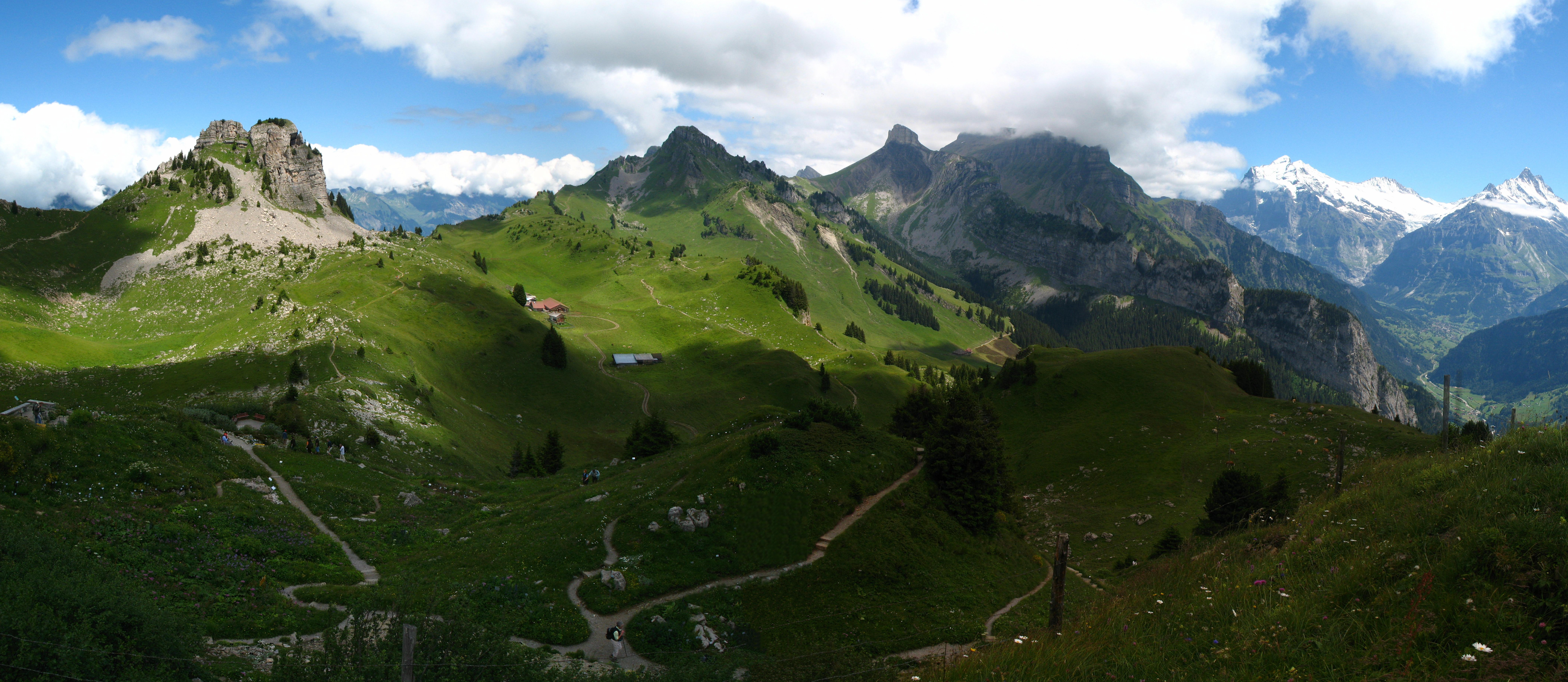
쉬니게 플라테에서 뤼치네강 계곡으로 본 풍경

귄들리슈반트는 블랙 뤼치네강에 있는 알프스의 베른고원에 있다. 시정촌에는 츠바이뤼치넨의 작은 마을이 포함되어 있는데, 그곳이 화이트 뤼치네강의 합류점과 블랙 뤼치강의 합류 지점이기 때문에 그렇게 명명되었다. 블랙 뤼치네의 북쪽에 있는 시정촌은 세기스 계곡(Sägis Valley)과 그 작은 호수까지 뻗어 있으며 쉬니게 플라테, 라우처호른(Loucherhorn), 로테플뤼(Roteflue), 파울호른(Faulhorn)과 및 세기사(Sägissa, 2,465m) 산의 정상까지의 슬로프를 포함한다. 쉬니게 플라테 고산식물원과 쉬니게 플라테 철도의 인접한 정상역 자치단체 내에 있다. 블랙 뤼치네의 남쪽에 있는 시정촌은 멘리헨의 북서쪽 경사를 포함한다.
귄들리슈반트의 면적은 16.84k㎡이다. 이 면적 중 5.47k㎡또는 32.4%가 농업용으로 사용되는 반면 6.73k㎡ 또는 39.8%는 삼림이다. 나머지 토지 중 0.28k㎡ 또는 1.7%가 정착(건물 또는 도로), 0.2k㎡ 또는 1.2%가 강 또는 호수이고 4.2k㎡ 또는 24.9%는 불모지이다.

건설 면적 중 주택 및 건물이 0.5%, 교통 기반 시설이 0.7%를 차지했다. 산림면적은 전체 면적의 35.3%가 삼림이 우거져 있고 2.7%는 과수원이나 작은 나무 군락으로 덮여 있다. 농경지 중 3.1%는 목초지이고 29.2%는 고산 목초지로 사용된다. 시정촌의 물 중 0.4%는 호수에, 0.8%는 강과 시내에 있다. 비생산적인 지역 중 8.9%는 비생산적인 초목이고 15.9%는 초목이 자라기에는 너무 암석이 많은 지역이다.
2009년 12월 31일에 시정촌의 이전 지구인 임츠베지르크 인터라켄이 해산되었다. 다음 날 2010년 1월 1일에 새로 설립된 베르발퉁슈크라이스 인터라켄-오버하슬리에 합류했다.
8개의 다른 지방 자치 단체와 함께 귄들리슈반트는 그슈타이그빌러 지자에 있는 그슈타이그 바이 인터라켄(Gsteig bei Interlaken)의 교회 본당에 속한다.

## 인구
2020년 12월 기준 귄들리슈반트의 인구는 351명이다. 2010년 기준, 인구의 3.6%가 거주하는 외국인이다. 지난 10년(2000-2010년) 동안 인구는 -2.4%의 비율로 변화했다. 이민은 0.7%, 출생 및 사망은 -1%를 차지했다.
2000년 기준 대부분 인구는 독일어 (253명 또는 96.2%)를 모국어로 사용하고, 세르비아-크로아티아어가 두 번째로 많이 사용(4명 또는 1.5%)하고, 영어가 세 번째(3명 또는 1.1%)이다. 프랑스어를 할 줄 아는 사람이 2명 있다.
2008년 기준으로 인구는 남성 49.6%, 여성 50.4%이다. 인구는 133명의 스위스 남성(인구의 47.5%)과 6명(2.1%)의 비스위스계 남성으로 구성되었다. 스위스 여성은 137명(48.9%), 비 스위스 여성은 4명(1.4%)이었다. 지방 자치 단체의 인구 중 93명(약 35.4%가) 귄들리슈반트에서 태어나 2000년에 그곳에 살았다. 같은 주에서 태어난 117 또는 44.5%가 있었고, 32 또는 12.2%가 스위스의 타지에서 태어났다. 16명(6.1%)가 스위스 이외의 지역에서 태어났다.
2010년 기준으로 아동·청소년(0~19세)이 22.9%, 성인(20~64세)이 58.9%, 노인(64세 이상)이 18.2%를 차지한다.
2000년 기준으로 시정촌에 미혼이며 미혼인 사람은 108명이다. 기혼자가 125명, 과부 또는 홀아비가 20명, 이혼한 사람이 10명이었다.
2000년 현재 1인 가구는 44가구, 5인 이상 가구는 6가구이다. 2000 년에는 총 101채(전체의 64.3%)가 영구적으로 사용되었고, 47개(29.9%)는 계절적으로, 9개(5.7%)는 비어 있었다. 2011년 시정촌 공실률은 1.12%였다.
역사적 인구는 다음 차트에 나와 있다.

## 정치
에서 2011 연방 선거에서 가장 인기있는 당사자는이었다 스위스 인민당 (SVP) 투표의 39.1 %를 받았다. 다음으로 가장 인기 있는 세 정당은 보수민주당(BDP) (25.8%), 녹색당 (9.3%), FDP(자유당 (9%))였다. 연방 선거는 총 100표를 던졌고 투표율은 44.8%였다. [15]

## 경제
2011년 기준으로 귄들리슈반트의 실업률은 1%였다. 2008년 기준으로, 시정촌에 고용된 총 116명의 사람들이 있다. 이 중 1차 경제 부문에 고용된 사람은 3명이었고 이 부문에 관련된 기업은 약 3명이었다. 9명이 2차 부문에 고용되었고 이 부문에 4개의 기업이 있었다. 104명이 3차 부문에 고용되었으며 이 부문에는 11개의 기업이 있다. 시정촌 주민은 139명으로 일정 정도 고용되었으며, 그 중 여성이 전체 노동력의 42.4%를 차지했다.
2008년에는 총 101개의 정규직에 상응하는 일자리가 있었다. 농업에 직업이 하나 있었다. 2차 부문의 일자리 수는 7개로 그 중 2개(28.6%)가 제조업, 5개(71.4%)가 건설업이었다. 3차 부문의 일자리 수는 93개였다. 3차 부문의 경우; 2 또는 2.2%는 도소매 또는 자동차 수리, 67 또는 72.0%는 상품의 이동 및 보관, 18 또는 19.4%는 호텔 또는 레스토랑, 4 또는 4.3%는 교육에 종사했다.
2000년에는 자치단체로 통근하는 근로자가 80명, 출퇴근한 근로자가 88명이었다. 지자체는 근로자의 순수 전입으로, 들어오는 1명당 약 1.1명의 근로자가 지자체를 전출하고 있다. 근로 인구의 25.2%가 출퇴근을 위해 대중교통을 이용했고, 38.8%가 자가용을 이용했다.

## 종교
2000년 인구 조사에서 가톨릭 신자는 25명(9.5%)이고, 스위스 개혁 교회는 214명(81.4%) 이었다. 나머지 인구 중 정교회 교인이 4명(인구의 약 1.52%), 크리스천 가톨릭 교인이 1명,  다른 기독교 교회에 속한 사람이 12명(인구의 약 4.56%)이 있었다. 5명(인구의 약 1.90%)은 교회에 속하지 않았고, 불가지론자 또는 무신론자였으며, 8명(인구의 약 3.04%)은 질문에 대답하지 않았다.

## 교육
귄들리슈반트에서는 인구의 약 127명(48.3%)가 필수가 아닌 고등 교육을 이수했으며 11명(4.2%)이 추가 고등교육( 대학 또는 응용학문대학)을 수료했다. 고등교육을 이수한 11명 중 72.7%가 스위스 남성, 18.2%가 스위스 여성이었다.
베른주의 학교 제도는 1년의 의무 없는 유치원, 6년의 초등학교를 제공한다. 이후 3년 동안의 의무적 중학교 과정을 거쳐 학생을 능력과 적성에 따라 구분한다. 중학교 이하 학생들은 추가 교육을 받거나 견습 과정에 들어갈 수 있다.
2010-11학년도 동안 총 31명의 학생이 귄들리슈반트의 수업에 참석했다. 시정촌에는 9명의 학생이 있는 유치원이 하나 있었다. 이 지방 자치 단체에는 1개의 초등학교 학급과 16명의 학생이 있었다. 같은 해에 총 6명의 중학교가 하나 있었다.
2000년 현재 귄들리슈반트에는 다른 지방 자치 단체에서 온 5명의 학생이 있었고 4명의 주민은 지방 자치 단체 외부의 학교에 다녔다.

## 교통
츠바이뤼치넨역은 베르너 오버란트 철도(Berner Oberland Bahn)에 있으며 인터라켄 동역, 그린델발트, 라우터브루넨까지 1시간 또는 30분 간격으로 운행된다.
츠바이뤼치넨은 베르너 오버란트 철도의 운영 센터로 역과 인접한 곳에 차고와 작업장이 있다.